# Орловский (городское поселение)
Городско́е поселе́ние «Орловский» (бур. Бүргэдын hомон) — муниципальное образование в Агинском районе Забайкальского края Российской Федерации.
Административный центр — пгт Орловский.

## История
Статус и границы городского поселения установлены Законом Читинской области от 19 мая 2004 года «Об установлении границ, наименований вновь образованных муниципальных образований и наделении их статусом сельского, городского поселения в Читинской области»

## Население
| 2009  | 2010  | 2011  | 2012  | 2013  | 2014  | 2015  |
| ----- | ----- | ----- | ----- | ----- | ----- | ----- |
| 2217  | →2217 | ↘2211 | ↘2172 | ↘2142 | ↘2097 | ↘2072 |
| 2016  | 2017  | 2018  | 2019  | 2020  | 2021  |       |
| ↘2044 | ↘2016 | ↘1998 | ↘1964 | ↘1935 | ↘1867 |       |

## Состав городского поселения
| № | Населённый пункт | Тип населённого пункта      | Население |
| - | ---------------- | --------------------------- | --------- |
| 1 | Дэлбэрхэй        | село                        | ↘16       |
| 2 | Занта            | село                        | ↘5        |
| 3 | Орловский        | пгт, административный центр | ↘1825     |